# Nimettia biseta
Nimettia biseta är en tvåvingeart som beskrevs av Elisabeth K. Stuckenberg 1971. Nimettia biseta ingår i släktet Nimettia och familjen lövflugor.
Artens utbredningsområde är Madagaskar. Inga underarter finns listade i Catalogue of Life.